# Porta Garibaldi (Catania)

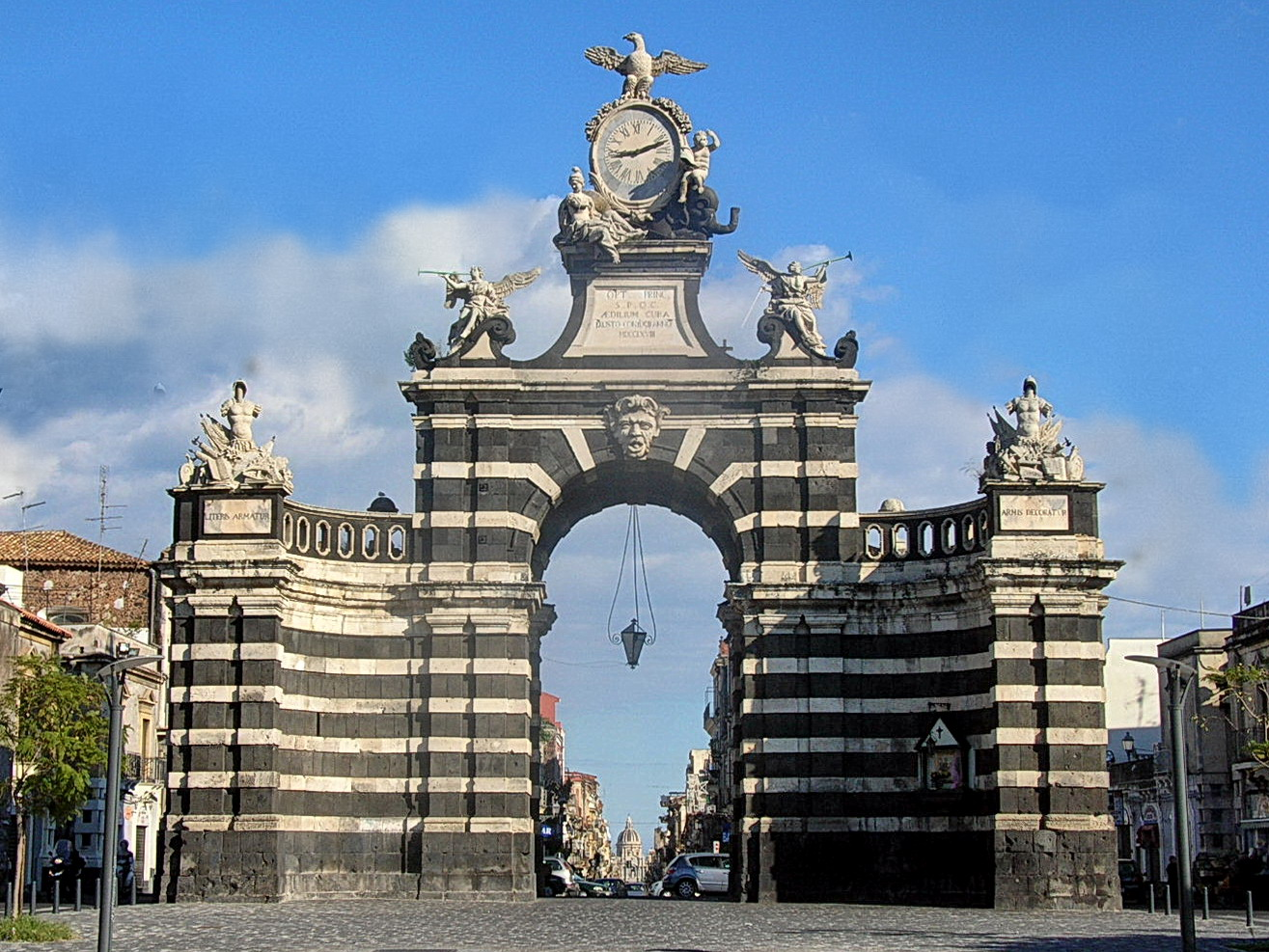
De Porta Garibaldi met in de verte de koepel van de Kathedraal van Catania.

De Porta Garibaldi, oorspronkelijk Porta Ferdinandea, is een barokke triomfboog in de Siciliaanse stad Catania. De triomfboog werd in 1768 gebouwd ter ere van het huwelijk van koning Ferdinand III der Beide Siciliën en Maria Carolina van Oostenrijk. Deze is gelegen tussen het Piazza Palestro en de Via Garibaldi, die vanaf hier in oostelijke richting naar de kathedraal van Catania loopt. 
De boog werd na de Italiaanse eenwording naar Giuseppe Garibaldi vernoemd omdat de oude naam te veel aan het Koninkrijk der Beide Siciliën herinnerde.
Het ontwerp was afkomstig van de architecten Stefano Ittar en Francesco Battaglia, die één centrale boog tekenden met aan beide zijden een gebogen vleugel. Het geheel werd opgetrokken in de voor Catania karakteristieke zwarte lavasteen afgewisseld met lichtgekleurde speklagen. De boog is verder gedecoreerd met beeldhouwwerk en aan beide zijden bevindt zich een uurwerk.